# Musta jää
Pour plus de détails, voir Fiche technique et Distribution.
Musta jää est un film finlandais réalisé par Petri Kotwica, sorti en 2007. Le film gagna le Jussi du meilleur film.

## Synopsis
Saara, une femme médecin, découvre un jour que son mari Léo, un architecte, a une liaison avec une jeune femme, Tuuli.
Sans révéler son identité, Saara se fait amie avec Tuuli pour se venger de la meilleure façon de son mari et son amante.

## Fiche technique
- Titre original : Musta jää
- Titre anglophone : Black Ice
- Réalisation : Petri Kotwica
- Scénario : Petri Kotwica
- Producteur :
- Musique originale : Eicca Toppinen
- Distribution :
- Pays :  Finlande
- Langue : Finnois, Anglais
- Genre : Drame, thriller
- Durée : 110 minutes
- Date de sortie :
  -  Finlande : 26 septembre 2007 en avant-première au Festival du film d'Helsinki (en)
  -  Finlande : 19 octobre 2007
  -  Allemagne : 8 février 2008 à la Berlinale
  -  Pologne : 13 octobre 2008 au FilmFest de Varsovie
  -  Hongrie : 28 décembre 2008
  -  États-Unis : avril 2009 au Festival du film de Newport Beach
  -  Canada : 26 novembre 2009 à l'European Union Film Festival

## Distribution
- Outi Mäenpää : Saara
- Ria Kataja : Tuuli
- Martti Suosalo (en) : Léo
- Ville Virtanen : Ilkka
- Sara Paavolainen : Lea
- Netta Heikkilä : Krista
- Väinö Heiskanen : Joonas
- Philipp Danne : Uwe
- Matti Laine : Komu
- Emilia Sinisalo : la réceptionniste
- Kirsi Ylijoki : la policière
- Marjut Maristo : la fille à la mascarade
- Anne von Keller : l'infirmière
- Christian Hagman : Hade
- Arttu Eloranta : le garçon à l'aferparty